# Буксент
Буксент (лат. Buxentum), изначально Пиксунт (др.-греч. Πυξοῦς) — древний город, расположенный в сельской местности Лукании на юге Италии. Он лежал на берегу залива Поликастро. В настоящее время на месте Буксента располагается итальянский город Поликастро-Буссентино, район коммуны Санта-Марина.
Старинные монеты показывают, что Буксент существовал уже в VI веке до н. э., прежде чем он был заново основан греческими колонистами из Мессены под руководством Микифа (Μίκυθος). В 194 году до н. э. Буксент получил статус римской колонии. В 186 году до н. э. там поселились колонисты. С 89 года до н. э. город получил статус муниципия и принадлежал к III региону Италии с эпохи правления императора Октавиана Августа.
С VI века в Буксенте располагалась резиденция епископа.